# Liste der Monuments historiques in Moëze
Die Liste der Monuments historiques in Moëze führt die Monuments historiques in der französischen Gemeinde Moëze auf.

## Liste der Bauwerke
| Bezeichnung      | Beschreibung              | Standort | Kennzeichnung | Schutzstatus | Datum | Bild           |
| ---------------- | ------------------------- | -------- | ------------- | ------------ | ----- | -------------- |
| Hosianna-Kreuz   | 16./17. Jahrhundert       | (Lage)   | PA00104809    | Classé       | 1886  | weitere Bilder |
| Kirche St-Pierre | Erbaut im 15. Jahrhundert | (Lage)   | PA00104810    | Classé       | 1915  | weitere Bilder |

## Liste der Objekte
Zum Verständnis siehe: Kirchenausstattung
| Bezeichnung                                                                   | Beschreibung                         | Standort                       | Kennzeichnung | Schutzstatus | Datum | Bild |
| ----------------------------------------------------------------------------- | ------------------------------------ | ------------------------------ | ------------- | ------------ | ----- | ---- |
| Altar                                                                         | Holz, 19. Jahrhundert                | in der Kirche St-Pierre (Lage) | PM17001463    | Inscrit      | 1985  |      |
| Taufstein und Wandvertäfelung                                                 | Holz, 19. Jahrhundert                | in der Kirche St-Pierre (Lage) | PM17001464    | Inscrit      | 1985  |      |
| Altar mit Retabel (mit Gemälde Kreuzigung von Dubuisson, 1726) und Tabernakel | Zweites Viertel des 18. Jahrhunderts | in der Kirche St-Pierre (Lage) | PM17001465    | Inscrit      | 1985  |      |